# Tiffauges

Tiffauges este o comună în departamentul Vendée, Franța. În 2009 avea o populație de 1,450 de locuitori.